# Щукино (район Москвы)
Щу́кино — район в Москве, расположенный в Северо-Западном административном округе, а также одноимённое внутригородское муниципальное образование Москвы на берегу Москвы-реки. Территория района ограничена с запада руслом реки Москвы и каналом имени Москвы, с севера Рижским направлением МЖД, с востока Малым кольцом МЖД, с юга и юго-запада улицей Берзарина.
Значительную долю территории района, построенного на месте бывшего Октябрьского военного поля, занимают научные учреждения (Курчатовский институт, институты неорганических материалов, вирусологии, биофизики), больницы и парки. Жилая застройка района сложилась в 1940-е — 1970-е годы; в 1990-е годы на месте бывшей деревни Щукино начался снос пятиэтажной застройки и высотное строительство.

## История

### С древнейших времен до 1917 года
Деревня Щукино находилась на высоком берегу Москвы-реки; возле деревни существовал брод через реку Москву в сторону Острогина (Строгина). На этом месте ещё в III тысячелетии до нашей эры жили люди, о чём свидетельствует раскопанная Щукинская стоянка неолитической Льяловской культуры (большой горшок, найденный в Щукине, ныне можно увидеть в экспозиции Музея истории Москвы).

Название деревни происходит от неканонического имени Щука, отмеченного в частности в новгородских берестяных грамотах и принадлежавшего кому-то из её ранних владельцев. Деревня Щукино впервые упоминается в грамоте Василия Тёмного, датируемой 1441—1442 годами. Согласно этой грамоте, князь пожаловал деревню Дмитрию Шемяке в числе прочих владений их общего дяди, угличского князя Константина Дмитриевича, умершего бездетным в 1433 году: 
А мне, великому князю, тебя держати, как отец мой, князь великий Василий Дмитриевич, держал своего брата молодшего, твоего отца, князя Юрия Дмитриевича в братстве и в чести, без обиды… и жаловати ми тебя… твоею отчиною… так же и тем же, чем брате, яз тебя пожаловал, дал ти есмь в вудел, в вотчину оудел дяди нашего, княж Константинов Дмитриевича, Ржеву и Оугличе, и с волостями, и с селы, и чем, так же и в Московском уезде села Зарадылье, Сохна, Раменеицы, Усташковские деревни, Щукинская…"
 Во второй половине XV в. принадлежало князю Ивану Юрьевичу Патрикееву, которым в 1499 г. было завещано сыну Ивану; затем боярину и воеводе, крупному военачальнику Фёдору Юрьевичу Кутузову, по странному совпадению носившему прозвище «Щука» (ум. 1530). При Иване Грозном (в межевых грамотах села Тушина 1570 и 1572 гг.) уже было дворцовым селом. С вступлением на престол Михаила Федоровича было пожаловано матери царя, и в 1623 г. отмечено как село «великой государыни инокини Марфы». После её смерти (1631) вновь вернулось в казну, став деревней в составе Хорошевской конюшенной волости. В 1645 г. в Щукине было 13 дворов и 27 душ (следовательно, приблизительно около 50 человек обоего пола). Ревизская сказка 1721 года отмечает 49 душ (то есть около 100 жителей). Во время Отечественной войны 1812 г. было разрушено (при чём погибло 10 крестьян) и пришло в упадок. В XIX в. на запад от села, Ходынском поле (на месте сведенной Ходынской рощи), находились летние лагеря 1-й Гренадерской артиллерийской бригады. Памятные книжки Московской губернии отмечают в Щукине в 1890 г. 301 жителя; в 1912 там отмечено 77 дворов, фабрика Белишева и пиротехническое заведение Кульганек.

### 1917—1945[6]
В советское время территория района была частично включена в черту города (Октябрьское поле), частично осталась в составе области (Козловский уезд, Кунцевский район). В Щукине работал колхоз, а на Октябрьском поле были построены кварталы двух-трёхэтажной застройки (частично сохранились по современным улицам Бирюзова, Мерецкова и пр.). Географию района существенно изменила постройка канала имени Москвы в 1935—1938 годах. Тогда же, в 1938, в деревню Щукино пришёл трамвай; его конечная располагалась в низине, в конце современной Авиационной улицы.
В 1930-е годы в Щукине на участке в 400 га был заложен комплекс Всесоюзного института экспериментальной медицины. В 1944 году недостроенные корпуса и земля были переданы под устройство «Лаборатории измерительных приборов Академии Наук» (ЛИПАН) — ядерного центра, предшественника Курчатовского института.
Летом 1941 года Щукино оказалось на кратчайшей трассе подлёта немецких бомбардировщиков к Москве. На месте, где сейчас стоит больница № 6, была развернута 24-я зенитная батарея. На противоположном берегу канала, у платформы «Трикотажная», разместили аэростаты заграждения.

### 1945—1991
После войны и до начала массовой застройки 1960-х годов в районе продолжилось жилое строительство в районе Октябрьского Поля (уже в 5 этажей) и развитие научных учреждений. Рядом с Курчатовским институтом возник современный институт неорганических материалов имени А. А. Бочвара; две «атомные» территории разделил «проезд двух академиков» (улица Максимова). Рядом, по улице Расплетина, был заложен НИИ приборостроения, а к северу, по современной улице Гамалеи — институт вирусологии и эпидемиологии. По современным улицам Рогова, Пехотной и Авиационной построили коттеджные городки для руководства институтов (сохранился только квартал по Пехотной улице; два других снесли в начале 1980-х). Была построена больница № 6, работавшая на атомный проект, на Новощукинской, и закрытые госпитали по улице Курчатова. Отдельные «сталинские» дома появились на Живописной улице, площади Курчатова, площади Жадова и примыкающих к ним улицах.

Вид на северо-западную часть Щукина

Массовая (вначале пятиэтажная) застройка Щукина затронула саму деревню Щукино (улицы Авиационная, Новощукинская), и отдельные кварталы по улицам Максимова, Бирюзова, Волоколамским проездам и улице Народного Ополчения. Она в целом завершилась в 1970-е годы; в начале 1980-х строились только отдельные типовые дома (на месте вышеупомянутого коттеджного городка по улице Рогова). В конце 1970-х массовое строительство переместилось западнее, в Строгино, куда в 1981 был проложен Строгинский мост.

### Современность

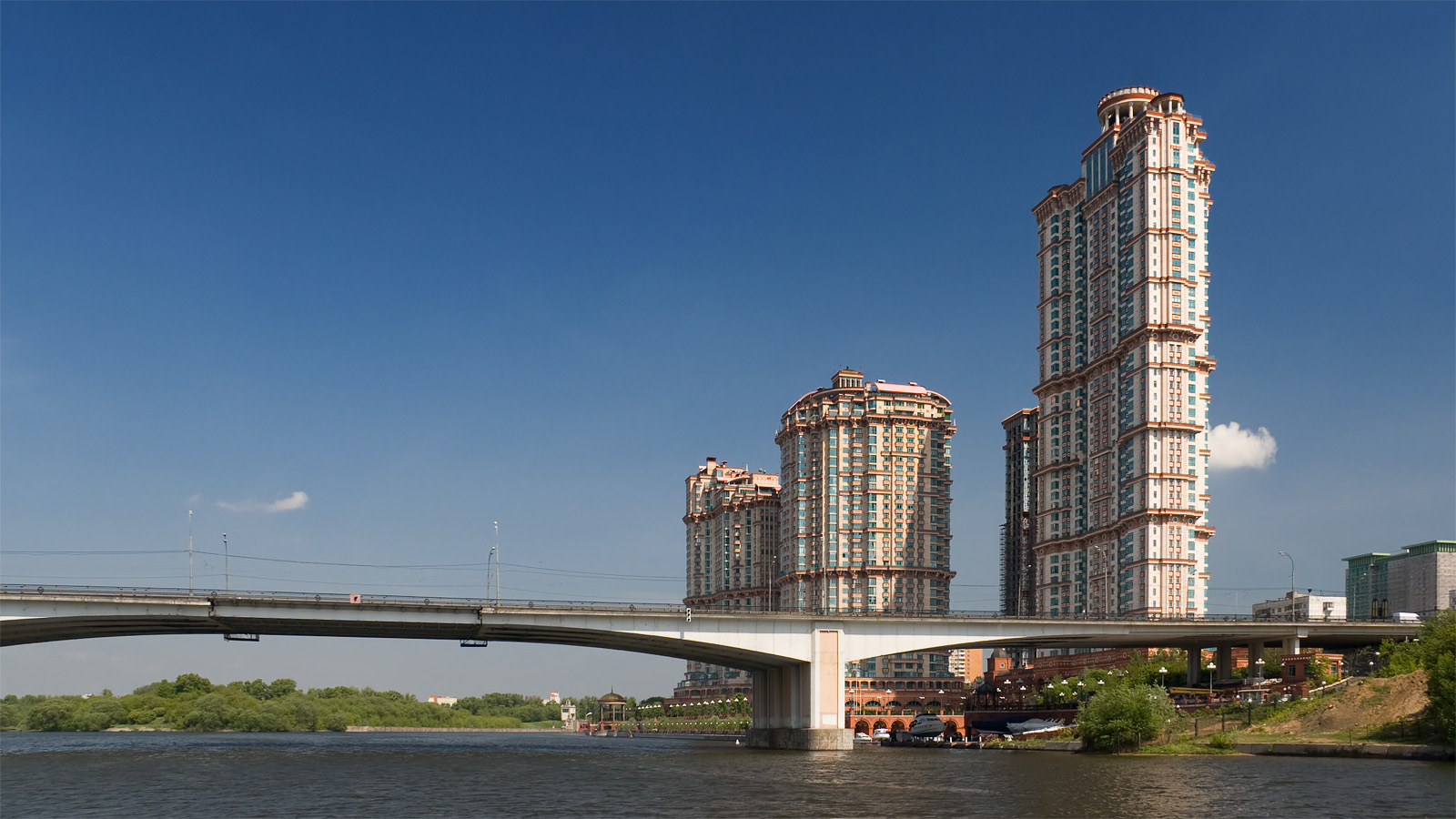
Строгинский мост и жилой комплекс «Алые паруса»

На территории района расположены два крупных торгово-развлекательных центра — «Пятая авеню» и «Щука»:
- ТРК «Пятая авеню»[10] находится на улице Маршала Бирюзова, в нём находится многозальный кинотеатр «Синема-Парк на Октябрьском Поле», ресторанный дворик, магазины, бильярдный клуб, супермаркет «Перекресток», подземная автомобильная стоянка.
- ТРК «Щука»[11] расположен на улице Маршала Василевского, в него можно попасть со станции метро «Щукинская», не выходя на улицу. Данный комплекс является одним из крупнейших торгово-развлекательных центров, находящихся в пределах МКАД. В нём есть многозальный кинотеатр «Каро Фильм», ресторанный дворик, магазины различной ценовой категории, супермаркет «Перекрёсток».

Крупным объектом на территории района является жилой комплекс «Алые паруса». Также в рамках реорганизации промышленных зон Москвы на территории района строится жилой квартал «Октябрьское Поле».
с 2019 года на территории района открыт Центр культуры и искусств «Щукино» площадью 5 тыс.кв.м. Расположен по адресу ул. Маршала Малиновского, дом 7.

## Население
| 2002     | 2010     | 2012     | 2013     | 2014     | 2015     | 2016     |
| -------- | -------- | -------- | -------- | -------- | -------- | -------- |
| 89 454   | ↗105 665 | ↗106 180 | ↗107 269 | ↗108 542 | ↗108 624 | ↗109 147 |
| 2017     | 2018     | 2019     | 2020     | 2021     | 2023     | 2024     |
| ↗109 321 | ↗110 272 | ↗111 203 | ↗111 673 | ↘108 481 | ↗109 248 | ↗110 486 |

### Национальный состав
По итогам переписи населения 2020 года проживали следующие национальности (национальности менее 0,1 % и другое, см. в сноске к строке «Другие»):
| Национальность | Численность, чел. | Доля     |
| -------------- | ----------------- | -------- |
| Русские        | 75 586            | 69,68 %  |
| Армяне         | 748               | 0,69 %   |
| Украинцы       | 656               | 0,60 %   |
| Татары         | 575               | 0,53 %   |
| Узбеки         | 398               | 0,37 %   |
| Корейцы        | 380               | 0,35 %   |
| Таджики        | 331               | 0,31 %   |
| Азербайджанцы  | 294               | 0,27 %   |
| Белорусы       | 271               | 0,25 %   |
| Евреи          | 244               | 0,22 %   |
| Грузины        | 243               | 0,22 %   |
| Казахи         | 176               | 0,16 %   |
| Киргизы        | 164               | 0,15 %   |
| Китайцы        | 154               | 0,14 %   |
| Молдаване      | 140               | 0,13 %   |
| Другие         | 28 121            | 25,93 %  |
| Итого          | 108 481           | 100,00 % |

## Научные организации
- Научно-исследовательский институт эпидемиологии и микробиологии им. Н. Ф. Гамалеи
- Институт молекулярной генетики
- Институт трансплантологии и искусственных органов им. В. И. Шумакова
- Всероссийский научно-исследовательский институт телевидения и радиовещания
- Научно-исследовательский Институт вирусологии им. Д. И. Ивановского
- Федеральный медицинский биофизический Центр им. А. И. Бурназяна
- ВНИИ неорганических материалов имени академика А. А. Бочвара
- Российский научный центр «Курчатовский институт»
- Специализированный научно-исследовательский институт приборостроения (СНИИП)

## Скоростной транспорт
- «Щукинская»
- «Щукинская»
- «Октябрьское Поле»
- «Стрешнево»
- «Панфиловская»

## Православные храмы

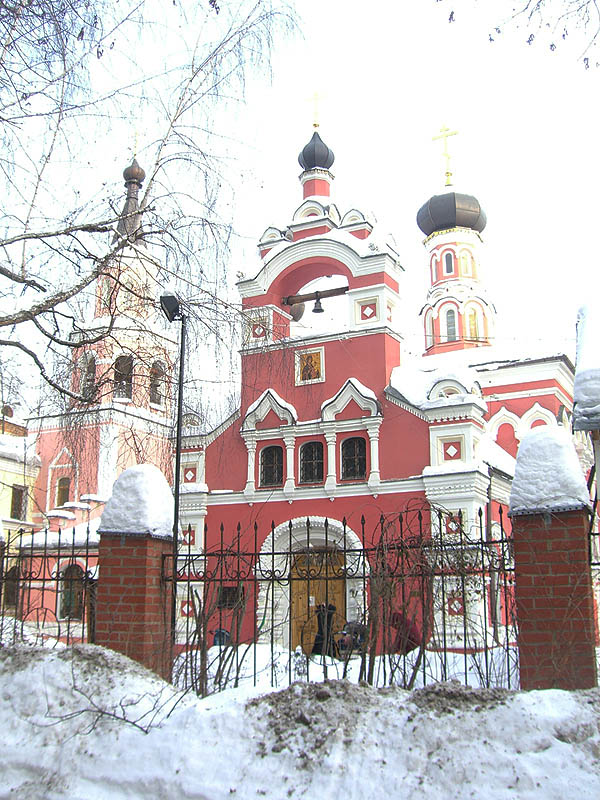
Храм иконы Божией Матери «Скоропослушница» на Ходынском поле.

В районе имеются следующие православные храмы и часовни:
- Храм святителя Николая Мирликийского в Щукине. Действует воскресная школа для детей и взрослых. Адрес: Авиационная улица, 30.
- Храм иконы Божией Матери «Скоропослушница» на Ходынском поле. Адрес: улица Маршала Рыбалко, 8, корп. 2.
- Храм преподобного Серафима Саровского при Институте трансплантологии и искусственных органов Московской медицинской академии им. И. М. Сеченова (домовый). Адрес: Щукинская улица, 1.
- Часовня святителя Луки Войно-Ясенецкого при больнице № 52. Адрес: Пехотная улица, д.3 (на территории больницы № 52).
- Часовня великомученика и целителя Пантелеимона при Центральном военном госпитале ФСБ РФ. Приписная к храму Софии Премудрости Божией у Пушечного двора на Лубянке. Адрес: 1-й Пехотный переулок, 9/27.

Храмы входят в состав Успенского благочиния Московской городской епархии Русской православной церкви.

## Парки и скверы
На территории района Щукино расположены природные территории, парки и небольшие скверы.
Всехсвятская роща — природная территория между Волоколамским шоссе, Рижским направлением МЖД и МЦК. Исторически входила в массив Большой Всехсвятской рощи, которая в XIX веке занимала большую территорию и граничила с Ходынским полем с юга, с деревней Щукино с запада, с селом Покровское-Стрешнево с севера и с селом Всесвятское (районы Сокол и Аэропорт) с востока. На природной территории в нынешних границах сохранилось малое количество старых сосен, оставшихся от исторической рощи. Из деревьев преобладают березы. Площадь рощи составляет 29 га.
Щукинский парк (Покровское-Стрешнево II) — лесопарк площадью 22 га, расположенный между улицами Щукинская, Маршала Василевского и Академика Курчатова. Исторически также входил в массив Большой Всехсвятской рощи. Среди деревьев преобладают береза, вяз, клен, липа. Три вида растений, произрастающих в парке, включены в Красную книгу Москвы: ландыш майский, спрассис курчавый, хохлатка плотная. В парке обитают белки, грызуны и мелкие певчие птицы.
Лесной массив по улице Максимова — лесопарк в центральной части района. К парку примыкает комплекс домов, построенных в 40-е годы для академиков Лаборатории № 2 АН СССР (в будущем — Курчатовского института). Территорию иногда называют Парком генерала Жадова — по близлежащей площади.
Территория между улицей Живописная и рекой Москвой относится к природно-историческому парку «Москворецкий». В зоне отдыха имеются пикниковые точки, спортивная инфраструктура.
Народный парк «Щукинская набережная» — зона отдыха, обустроенная по адресу: улица Авиационная, дом 74 (к. 1-4). В парке проложены пешеходные дорожки, стоят скамейки, построена детская площадка.
Сквер «Юность» — зона отдыха у дома 12 к. 2 по улице Маршала Новикова. Открыт летом 2014 года. В сквере обустроен фонтан, детские площадки, скамейки для отдыха.
Сквер на площади Академика Курчатова — зона отдыха между Курчатовским институтом и Щукинским парком. В 2000-е годы площадь представляла собой разворотный круг, позднее была переоборудована в сквер. Была комплексно перестроена в 2019 году в рамках программы по благоустройству городской среды «Мой район». В зоне отдыха есть белоснежные качели по образу тех, что установлены на Триумфальной площади, фонтан с подсветкой и стела «Я люблю Щукино».
Сквер у мемориала Маршала Бирюзова — зона отдыха на пересечении улиц Маршала Бирюзова и Расплетина. В сквере установлен памятный знак, посвященный Герою Советского Союза Сергею Семёновичу Бирюзову. В 2019 году зону отдыха перестроили: здесь появился новый фонтан (на месте старого), сцена для мероприятий, лавочки и парковые качели под навесом. Мемориал отреставрирован.
Парк в районе ул. Маршала Бирюзова, д. 41 и ул. Расплетина, д. 19, корп. 2 — сосновый массив площадью в 3 гектара, имеющий статус природного комплекса. Раньше был частью старинной Большой Всехсвятской рощи. В 2021 году на территории прошло комплексное благоустройство с созданием дорожек из песка и гравия и обновлением спортивной, детской и собачьей площадок.

## Автомобильные дороги
Общая протяженность дорог — 102,7 км.
Основные транспортные магистрали — это улица Волоколамское шоссе и улица Маршала Бирюзова. Среди крупных улиц можно отметить улицы Народного Ополчения, Живописную, Берзарина и Новощукинскую.
Другие большие улицы Щукина:
- Улица Маршала Конева
- Улица Маршала Бирюзова
- Улица Академика Бочвара
- Улица Маршала Василевского
- Улица Гамалеи
- Авиационная улица

Улица Народного Ополчения будет включена в состав одной из крупнейших магистралей Москвы — Северо-Западной хорды.
В рамках строительства 3 участка Северо-Западной хорды построен тоннель на пересечении улиц Народного Ополчения и Берзарина, а также осуществлена реконструкция улицы Народного Ополчения.

## Совет депутатов
Совет депутатов района Щукино состоит из 15 человек. В связи с особенностями устава ВМО Щукино выборы IV созыва районного Совета депутатов проводились в 2016, а не в 2017 году как в остальных районах города.
Выборы завершились неожиданным результатом: коалиция представителей партий КПРФ и Яблоко, сформированная оппозиционными депутатами III созыва Андреем Гребенником и Максимом Кацем, одержала победу получив 8 мандатов из 15.
На первом заседании Главой ВМО Щукино был избран Андрей Вадимович Гребенник.
Выборы депутатов Совета депутатов муниципального округа Щукино в городе Москве 5 созыва состоялись 19 сентября 2021 года.
Состав Совета депутатов 5 созыва опубликован на официальном сайте администрации муниципального округа Щукино в городе Москве.